# Lista mareșalilor României
Mareșalii României (de fapt ai Armatei Române), cu excepția regelui Ferdinand I, au fost numiți în baza Legii relative la crearea demnității de „Mareșal al României” din 1930. Potrivit acesteia, demnitatea era una onorifică și se acorda „generalilor, care, în gradul de general de corp de armată, au condus cu succes operațiunile armatei române, în funcțiunea de șef al marelui cartier general sau de comandant titular al unei armate, în răsboiul pentru întregirea neamului”. Ulterior, conform art. 37 din Legea asupra înaintărilor în Armata de Uscat din 1939, „demnitatea de Mareșal se acordă generalilor de corp de armată care s’au distins pentru fapte de arme la comanda de mari unități sau care au adus servicii cu totul excepționale Patriei în timp de războiu”. Mareșalii României au fost următorii:
Cu gradul activ de mareșal:

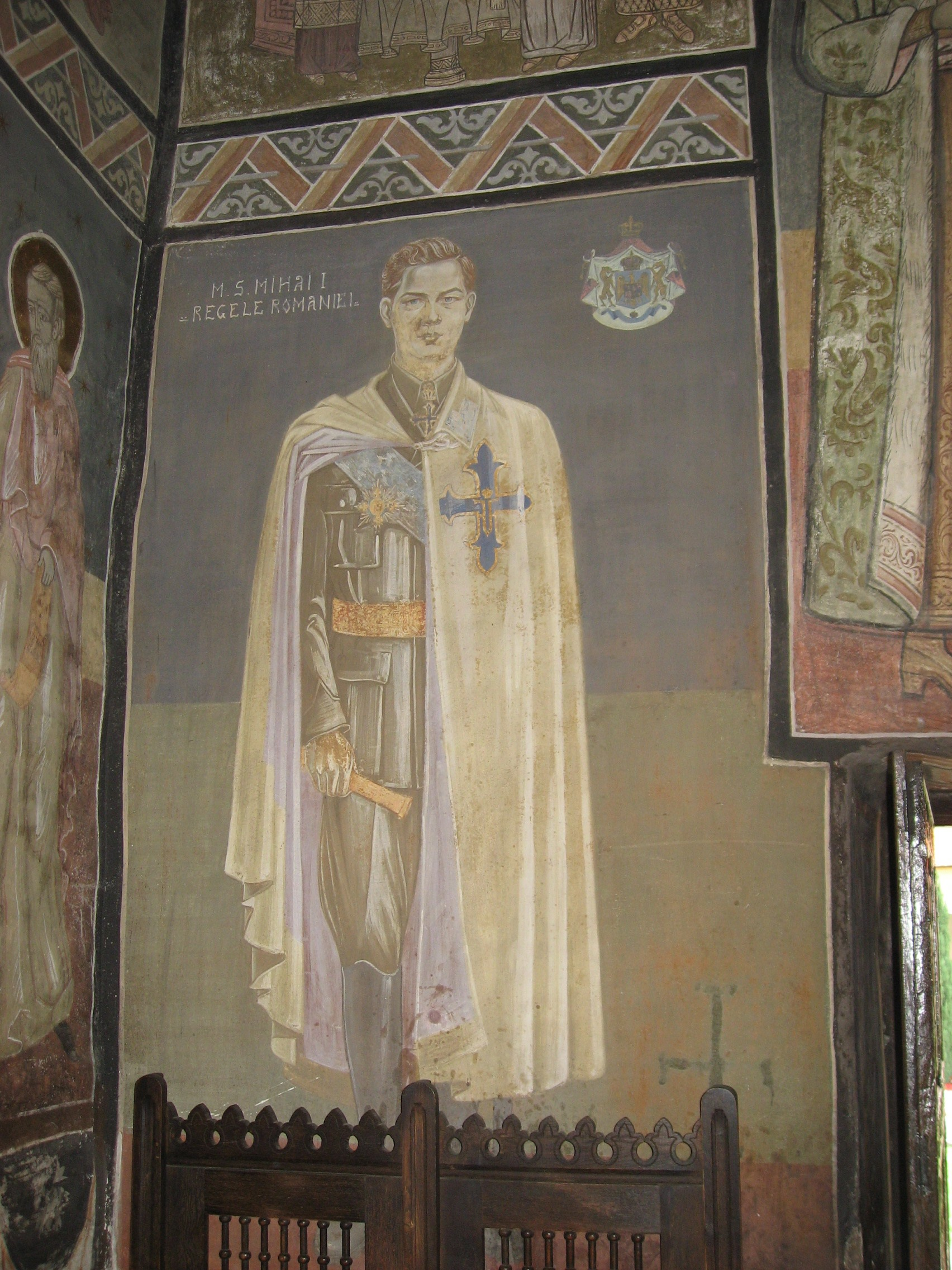
Regele Mihai I, ultimul mareșal supraviețuitor al României după Al Doilea Război Mondial, reprezentat în uniformă pe fresca Mănăstirii Sâmbăta de Sus

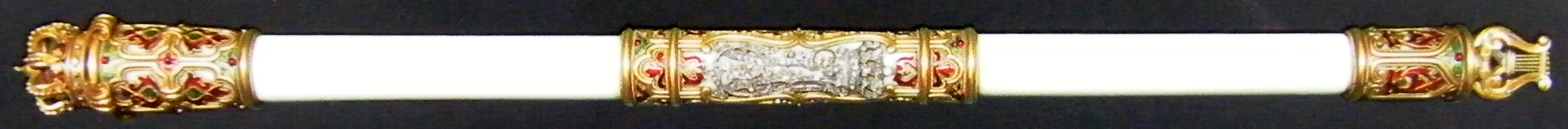
Bastonul de mareşal al României care a aparţinut lui Constantin Prezan

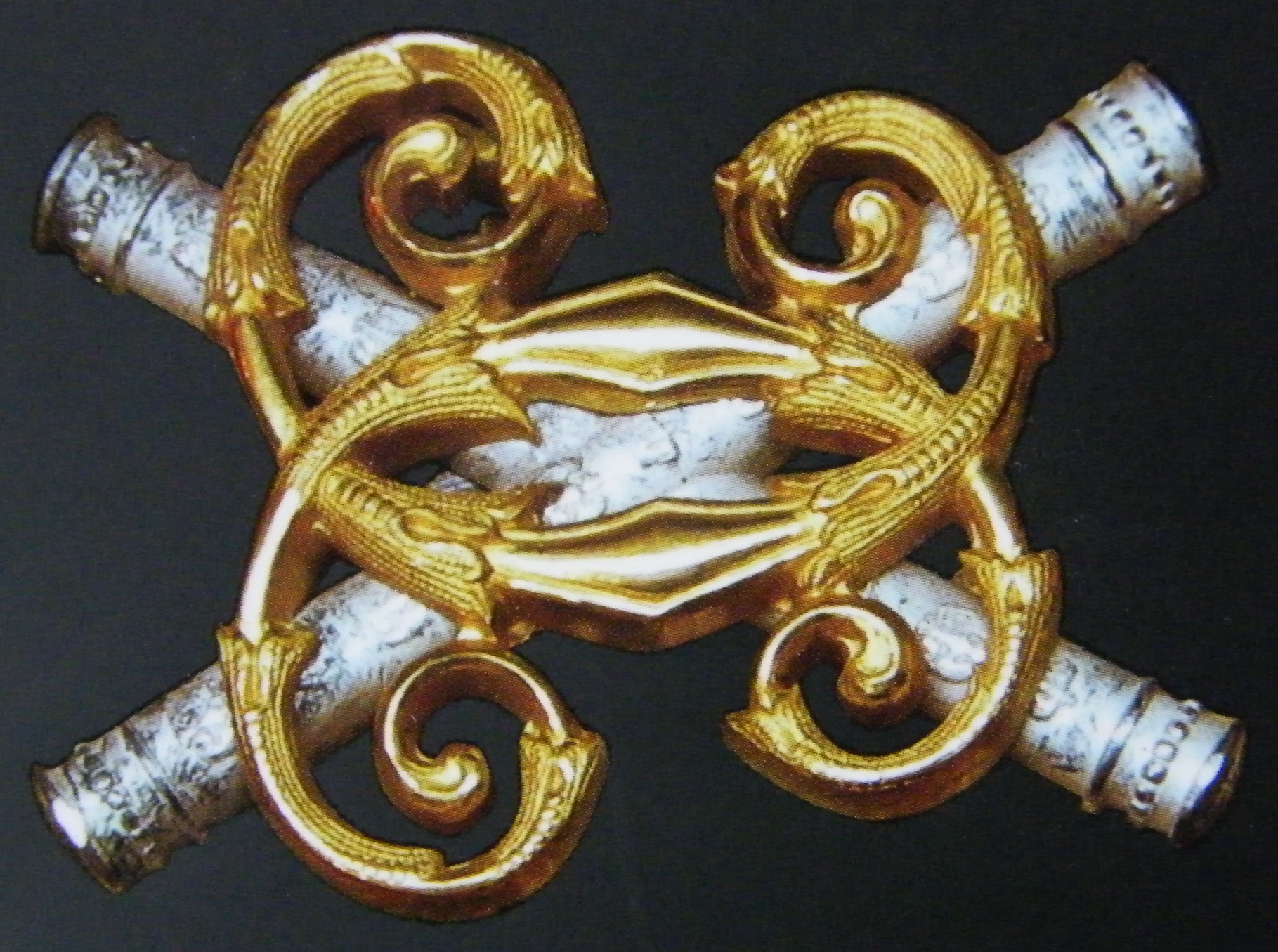
Însemnul de grad de mareşal al României care a aparţinut lui Constantin Prezan

- Ion Antonescu, înălțat pe data de 22 august 1941 la demnitatea de mareșal al României prin Decretul-Regal nr. 2352/21.08.1941, semnat de regele Mihai I, „Pentru servicii aduse Patriei și Tronului pe câmpul de bătaie în conducerea războiului nostru pentru desrobirea hotarelor de răsărit”[3].

De asemenea, au mai deținut gradul onorific de mareșal:
- regele Ferdinand I, prin citirea cărții de mareșal la 18 noiembrie/1 decembrie 1918[4].

- Constantin Prezan a primit drepturile, onorurile și avantajele materiale prevăzute de legea promulgată prin Decretul Regal nr. 998/13 martie 1924[5], iar pe ziua de 14 iunie 1930 a fost înălțat la demnitatea onorifică de Mareșal al României, potrivit Decretului Regal nr. 2.457 din 3 iulie 1930[6]. Solemnitatea învestirii a avut loc la 27 octombrie 1930[7].

- Alexandru Averescu a primit drepturile, onorurile și avantajele materiale prevăzute de legea promulgată prin Decretul Regal nr. 1678/1927[5], iar pe ziua de 14 iunie 1930 a fost înălțat la demnitatea onorifică de Mareșal al României, potrivit Decretului Regal nr. 2.457 din 3 iulie 1930[8]. Solemnitatea învestirii a avut loc la 27 octombrie 1930[9].

- regele Carol al II-lea al României, a fost proclamat mareșal de către Armată la 27 octombrie 1930, la începutul ceremoniei de învestire a mareșalilor Prezan și Averescu[10].

- regele Alexandru I al Iugoslaviei, „care în campania din 1913 și în războiul cel mare a dovedit extraordinare însușiri ostășești, luptând pentru cauză comună. Prin aceasta a ajutat România și a contribuit la cimentarea frăției de arme a celor două armate, sârbă și română, manifestată pe Pământul Românesc prin remarcabila acțiune a Diviziei Sârbe în Dobrogea (toamna anului 1916)”. Grad conferit proprio motu la 25 septembrie 1933 de către regele Carol al II-lea, cu prilejul sărbătorilor semicentenarului Castelului Peleș, și consfințit prin Decretul Regal nr. 2764 din 11 noiembrie 1933[11]

- regele Mihai I, investit pe data de 10 mai 1941 cu demnitatea de mareșal al României prin Decretul nr. 1354/09.05.1941, semnat de generalul Ion Antonescu[12].

Regele Carol I a primit pe 7 aprilie 1909 (cu ocazia aniversării a 70 ani) gradul onorific de feldmareșal german din partea prințului moștenitor Wilhelm, delegatul Germaniei la București. De asemenea, Imperiul Rus i-a conferit pe 17 septembrie 1912 demnitatea de mareșal al armatei imperiale ruse. Înmânarea efectivă a bastonului de mareșal a fost făcută pe 28 noiembrie/11 decembrie 1912 la Palatul Regal de către Marele Duce Nicolae Mihailovici, camaradul lui din timpul Războiului Ruso-Turc.
În România, Legea nr.80 din 11 iulie 1995 privind statutul cadrelor militare din Ministerul Apărării prevede că: gradul de mareșal se poate acorda generalilor, respectiv amiralilor, de președintele României, pentru merite militare excepționale, în timp de război.